# Army of Darkness
Army of Darkness, ook gekend als Evil Dead III, is een Amerikaanse horrorfilm uit 1992, zowel geschreven als geregisseerd door Sam Raimi. Het is de derde film van de Evil Dead-trilogie uitgebracht op 9 oktober 1992. In tegenstelling tot zijn voorgangers, is dit geen echte horrorfilm. De film is eerder een fantasy/avonturenfilm en is in zeker opzicht vergelijkbaar met het genre van Pirates of the Caribbean.

## Verhaal
Nadat hij op het einde van Evil Dead II werd opgeslorpt door een wormgat belandt Ash in het jaar 1300 waar hij wordt gevangengenomen door het leger van Lord Arthur. Zij vermoeden dat Ash een spion is van Duke Henry waarmee zij in oorlog zijn. Duke Henry zou namelijk een heks hebben die Deadites (hun omschrijving voor een wezen dat bezeten is door de kwaardaardige kracht) afstuurt naar het land van Arthur. Ash zijn geweer en kettingzaag worden afgenomen en hij wordt overgebracht naar het kasteel van Arthur. Daar gooit men hem in een put vol Deadites. Nadat Ash het eerste gevecht overleeft, gooit de raadsman van Arthur de kettingzaag en het geweer in de put. Hierdoor kan Ash de aanvallende Deadites uitschakelen. Ash wordt een held bij de bevolking en Sheila, de zus van Arthur, wordt verliefd op hem. Ash kan Arthur overtuigen dat Henry niets te maken heeft met de Deadites. Daarop worden alle gevangenen van Henry's leger vrijgelaten.
Volgens de raadsman kan Ash terug naar zijn eigen tijd met behulp van de Necronomicon Ex-Mortis. Ash start de zoektocht en belandt in een betoverd bos waar hij wordt achtervolgd door een kwaadaardige kracht. Ash vlucht een windmolen in waar een spiegel hangt. Omdat Ash in de vorige film een nare ervaring had met zijn spiegelbeeld, smijt hij de spiegel aan diggelen. Tegen verwachting in kruipt er nu uit elke scherf een miniatuurversie van hem. Zij zetten de aanval in op Ash. Een van deze miniaturen belandt in het lichaam van Ash, groeit daar en wordt een levensgrote kloon. Ash doodt de kloon en hakt deze in stukken. Ook de andere miniaturen schakelt hij uit.
Ash komt op het kerkhof waar de Necronomicon ligt opgeborgen, maar vindt drie boeken. Nadat hij het juiste boek vindt, dient hij een spreuk te zeggen die hem werd aangeleerd door de raadsman. Deze spreuk is nodig om het boek veilig mee te kunnen nemen. Echter herinnert Ash zich het laatste woord niet meer en brabbelt hij iets uit. Daarop neemt hij het boek en keert terug naar het kasteel. Omdat hij de spreuk niet correct heeft gezegd, komen alle skeletten op het betoverde kerkhof tot leven. Zij verzamelen zich tot het Leger van de Duisternis (Army of Darkness), aangevoerd door Gold Tooth.
Bij zijn terugkomst aan het kasteel wil Ash zo snel mogelijk terug. Echter wordt Sheila gevangengenomen door een Deadite en overgebracht naar Gold Tooth. Hij wil Sheila als bruid en na een kus verandert zij ook in een Deadite. Daarop start het dodenleger koers richting het kasteel om Necronomicon terug op te halen. Nu zij terug levend zijn, kunnen ze met het boek alles veroveren. 
In het kasteel wil men vluchten, maar Ash kan de mensen overtuigen om het kwaad te bevechten. Hij raadt ook aan om de hulp van Duke Henry in te roepen. Hij leert de mensen enkele gevechtstechnieken en hoe ze dynamiet moeten maken. Ash hermonteert zijn auto zodat deze vooraan dodelijke wieken krijgt. 
Het dodenleger is in aantocht, maar van het leger van Duke Henry is niets vernomen. Lord Arthur zet de aanval goed in en vele skeletten worden vernietigd. De kansen draaien volledig nadat het dodenleger de toegangspoort tot het kasteel heeft ingebeukt. Tegen alle verwachtingen in arriveert het leger van Duke Henry toch. Gold Tooth wordt opgeblazen met dynamiet waardoor het skelettenleger volledig is verslagen. Sheila wordt terug normaal.
De raadsman vertelt Ash hoe hij met behulp van Necronomicon en een bepaalde spreuk terug naar zijn tijd kan keren. Ash gaat daarvoor naar een afgelegen grot. Hoewel Ash alweer een fout maakt met de spreuk, komt hij toch aan in zijn tijd. Hij gaat terug aan het werk als verkoper in S-Mart waar hij zijn collega's vertelt over zijn verhaal en dat hij koning kon worden als hij in 1300 was gebleven. Daarop wordt een van de klanten bezeten door een kwaadaardige demon en zet Ash de aanval in om het wezen te verslaan.

## Rolverdeling
| Acteur                | Personage                                                                 |
| --------------------- | ------------------------------------------------------------------------- |
| Bruce Campbell        | Ashley J. "Ash" Williams                                                  |
| Embeth Davidtz        | Sheila                                                                    |
| Marcus Gilbert        | Lord Arthur                                                               |
| Ian Abercrombie       | raadsman                                                                  |
| Richard Grove         | Duke Henry the Red                                                        |
| Timothy Patrick Quill | smid                                                                      |
| Michael Earl Reid     | Goudtand                                                                  |
| Bridget Fonda         | Linda                                                                     |
| Patricia Tallman      | heks                                                                      |
| Ted Raimi             | laffe krijger / tweede hulpvaardige dorpeling / winkelbediende van S-Mart |

## Inconsistentie
Er is een inconsistentie in de overgang tussen Dead by Dawn en Army of Darkness. Op het einde van Dead by Dawn komen Ash en zijn auto aan in 1300 na Christus waar een leger denkt dat hij een Deadite is. Daarop valt een bezeten vogel hen aan dewelke wordt neergeknald door Ash. Het leger knielt zich en zegt dat Ash de uitverkorene is van een profetie die de donkere kracht komt verslaan. In Army of Darkness komen Ash en zijn auto aan in 1300, maar wordt hij gevangengenomen door het leger omdat men denkt dat hij een spion is. Ash wordt pas een held nadat hij als gevangene in het kasteel van Arthur enkele Deadites verslaat.

## Alternatief einde
In de release voor het Verenigd Koninkrijk is er een alternatief einde. Daar komt hij op het einde terecht in een post-apocalyptische wereld.